# 网页存储
网页存儲和DOM存儲（文档对象模型）是網絡應用程序用於在網絡瀏覽器存儲數據的方法和通訊協議。網絡存儲支持持久性數據存儲，類似於 Cookie，以及 window-local 存儲。
網絡存儲被万维网联盟（W3C）標準化。它最初是 HTML5 規範的一部份，現在成為一個獨立的規範。現在，Internet Explorer 8，基於 Mozilla 的瀏覽器（如 Firefox 2+， 3.5+ 開始正式支援），Safari 4，Google Chrome 4（5+ 開始支援 sessionStorage 物件），和 Opera 10.50+ 都支援網絡儲存。截至2010年7月14日，只有 Opera 支持DOM存儲事件。

## 功能
簡單來說，網絡存儲可以被看作為改進的 Cookie，提供更大的存儲容量（在谷歌瀏覽器為2.5MB每網域。在Mozilla Firefox和 Opera 中為5MB每網域。在Internet Explorer中則為10MB每存儲區域）和更好的編程接口。但是，它與 Cookie 在一些關鍵的地方並不相同。

### 客戶端的接口/介面
Cookie可以被客戶端和伺服器存取，但網絡儲存只限被客戶端腳本（client-side scripts，例如 Javascript）控制。網絡儲存的資料並不會在每個 HTTP 請求下傳送到伺服器，網絡伺服器亦不能直接把資料直接寫入到網絡儲存，但是當然可以發出讀取和寫入請求。

### 本地及會話存儲
網絡儲存分兩種：本地儲存和會話儲存，範圍和壽命各有不同。